# ITV2
ITV2 je televizní stanice britské ITV. Vysílá od roku 2001

## Historie
Před vznikem Channel 4 v roce 1998 byl název ITV2 předpokládaný pro čtvrtou televizní stanici ve Spojeném království. Nicméně toto jméno bylo použito v pozdních 90. letech, kdy Spojené království zažilo zahájení digitálního pozemního vysílání. Stávající analogové televizní stanice v tom viděly více místa pro své sesterské kanály. Přísně vzato, tento prostor patřil každé regionální frančíze ITV zvlášť, ale vlastníci frančíz ITV, Carlton, Granada a United News and Media tento prostor odkoupili v roce 1998 s tím, že bude použit pro kanál, který bude vysílán na většině území republiky jako jednotný servis. Další držitelé licencí pro vysílání programu ITV, skotská SMG, severoirská UTV a ranní frančíza GMTV spustili své verze kanálu, resp. programové bloky na pozici kanálu současně s ITV2.
Kanál vznikl 7. prosince 2001. Ačkoli je od začátku provozován jako free-to-air, tedy neplacený, byl zprvu spuštěn pozemně jen na digitální pozemní platformě ONdigital, která byla placená. Ačkoli je ITV2 od začátku prezentován jako zábavní kanál, při jeho spuštění v roce 1998 to tak nevypadalo. Valnou část vlastní tvorby tvořily magazíny zpravodajských tváří ITV, respektive ITN. Z dalších pořadů můžeme například vyjmenovat například tzv. omnibusová vydání soap oper ITV Corronation Street a Emmerdale a sobotní servis fotbalových výsledků.
V červnu 2004 kanál zdvojnásobil rozpočet kanálu a v listopadu toho samého roku se kanál v souvislosti koupi Granada Sky Broadcasting za 10 miliónů liber a vzniku kanálu ITV3 posunul na platformě Sky TV z pozice 175 na 118. Kanál také začal vysílat více amerických seriálů

## Program
ITV2 je zábavní kanál vysílající komedie, spin-offy známých pořadů (Britain’s Got More Talent, Xtra Factor, seriály (Upíří deníky, Super drbna) a vlastní tvorbu (Celebrity Juice, The Only Way is Essex).

## Ocenění
ITV2 byl 9. června 2007 na Broadcast Digital Channel Awards 2007 a toho samého roku byl kanál na Edinburgh International Television Festival jmenován neterestriálním kanálem roku.

## ITV2 +1
O hodinu posunutá verze ITV2, ITV2 +1 byla spuštěna v pondělí, 30. října 2006. Následně přešel na 24hodinové vysílání 17. března 2008, společně s ITV2 na platformě Sky a na Freeview (DVB-T) 2. srpna 2011.

## ITV2 HD
ITV2 HD, simulcast ITV2 začal vysílat 7. října 2010 na platformě Sky, kanálu 225. Z vlastních pořadů v HD můžeme vyjmenovat například Britain’s Got More Talent, Xtra Factor, Upíří deníky nebo Deníček call girl.

## Lokální varianty a programové bloky

### S2
S2 byl televizní kanál SMG, provozovatele Scottish a Grampian Television. Vysílal od roku 1999 do roku 2001.
S2 zahájil vysílání 30. dubna 1999 v digitálním pozemním vysílání a ukončil vysílání 27. července 2001 v rámci vzniku ITV Digital a byl nahrazen ITV2 a ITV Sport Channel.
Ke konci svého života S2 ztratil téměř všechny své vlastní pořady a působil hlavně jako simulcast ITV2, ale nahrazoval logo ITV2 opacitním logem S2.

### UTV2
UTV2 byl televizní kanál UTV Media. Vysílal od roku 1999 do roku 2002.
UTV2 zahájil vysílání 28. června 1999 jako TV You. Program sestával, podobně jako S2, hlavně ze simulcastu ITV2, ale také pořady UTV z archivu.
UTV2 ukončil vysílání 22. ledna 2002, v rámci ITV Digital, nahrazen ITV2.

## Loga kanálu

Logo ITV2 od 19. listopadu 2001 do 13. července 2003
Logo ITV2 od 14. července 2003 do 15. ledna 2006
Logo ITV2 od 16. ledna 2006 do 19. srpna 2008